# Digitaria polybotryoides
Digitaria polybotryoides là một loài thực vật có hoa trong họ Hòa thảo. Loài này được Robyns & Van der Veken mô tả khoa học đầu tiên năm 1952.